# Радиотермолюминесценция
Радиотермолюминесценция (РТЛ, частный случай термолюминесценции) — явление испускания веществом при нагревании энергии, запасенной ранее под воздействием ионизирующего излучения. Регистрирует температурную зависимость свечения образца, облученного гамма-, рентгеновскими и другими лучами, ультрафиолетом и видимым светом. В спектре данного явления различают фосфоресценцию и флуоресценцию.
Радиотермолюминесценцию органических веществ начали исследовать в конце 1950-х годов. Было доказано, что при нагреве облученного твердого органического вещества интенсивность свечения возрастает тогда, когда происходит изменение структуры вещества. Это открытие побудило создание метода анализа структуры твердого органического вещества — метода радиотермолюминесценции, который широко применяется при исследовании высокомолекулярных соединений. Открытие было внесено в Государственный реестр открытий СССР:
Установлена неизвестная ранее закономерность радиотермолюминесценции твердых органических веществ, заключающаяся в том, что при плавном повышении температуры твердых органических веществ, предварительно облученных заряженными частицами или гамма-излучением, температуры максимумов радиотермолюминесценции соответствуют температурам структурных переходов.
РТЛ также применяется в индивидуальной дозиметрии, а также используется как метод радиотермолюминесцентного датирования.